# Otto Bernhard Kühn
Otto Bernhard Kühn (* 6. Mai 1800 in Leipzig; † 5. Dezember 1863 ebenda) war ein deutscher Chemiker. 
Er war ein Sohn des deutschen Mediziners Karl Gottlob Kühn. Nach dem Besuch der Fürstenschule Grimma studierte er ab 1820 in Leipzig Medizin sowie ab 1823 in Göttingen unter Friedrich Stromeyer. Seine akademische Laufbahn begann er 1824. Im Jahr 1828 wurde er Doktor der Medizin. Ab 1827 war er Privatdozent sowie ab 1830 ordentlicher Professor der Chemie an der Universität Leipzig. Diese Stelle, die damals noch zur medizinischen Fakultät gehörte, bekleidete er bis zu seinem Tod. Kühn war verheiratet mit Molly Louise, geborene Rosentreter (1804–1867). Die Eheleute wurden im Erbbegräbnis der Familien Kühn-Cerutti in der I. Abteilung (Nr. 24) des Neuen Johannisfriedhofs beerdigt.
Kühn war ein gewissenhafter, kenntnisreicher Forscher, der zugleich durch praktische Anleitung zur eigenen Ausführung chemischer Untersuchungen (Anleitung zu qualitativen chemischen Untersuchungen, Leipzig 1830) die Aufgabe des Lehrers zu erfüllen bemüht war. Infolge einer Differenz mit dem schwedischen Mediziner und Chemiker Jöns Jakob Berzelius geriet er jedoch in eine etwas isolierte Lage, und dies trug wohl wesentlich dazu bei, dass seine Leistungen keine ausreichende Anerkennung fanden. Sein Hauptwerk ist sein System der anorganischen Chemie (1848).

## Weitere Schriften
- Versuch einer Anthropochemie, Leipzig 1824
- Praktische Chemie für Staatsärzte, 1. Theil: Praktische Anleitung, die in gerichtlichen Fällen vorkommenden chemischen Untersuchungen anzustellen, Leipzig 1829
- Lehrbuch der Stöchiometrie, Leipzig 1837